# Dipoena labialis
Dipoena labialis är en spindelart som beskrevs av Zhu 1998. Dipoena labialis ingår i släktet Dipoena och familjen klotspindlar. Inga underarter finns listade i Catalogue of Life.